# Ханибал Йозеф фон Хайстер
Ханибал Йозеф фон Хайстер (на немски: Hannibal Josef Graf von Heister; † 1719) е граф от род Хайстер, императорски генерал-майор и командант в Хърватия.

## Произход
Той е третият син на вицепрезидента на императорския военен съвет генерал фрайхер (издигнат 1664 г.) Готфрид фон Хайстер и Золщет (1609 – 1679) и съпругата му Катарина фон Дал. Потомък е на Бруно Хайстер († сл. 1530). По-големите му братя са австрийския фелдмаршал граф Зиберт Хайстер (1648 – 1718) и фрайхер Йохан Георг Готфрид Хайстер.

## Фамилия
Ханибал Йозеф фон Хайстер се жени през 1694 г. за графиня Сибила Кристина Августа фон Вид (* 1650; † 18 юли 1710), дъщеря на граф Фридрих III фон Вид (1618 – 1698) и графиня Мария Юлиана фон Лайнинген-Вестербург (1616 – 1657). Сибила е през 1676 г. дворцова дама на германската императрица. Бракът е бездетен.